# Richard Kiel
Richard Dawson Kiel, detto Dick (Detroit, 13 settembre 1939 – Fresno, 10 settembre 2014), è stato un attore statunitense, noto per aver interpretato il personaggio di Squalo nei film di James Bond La spia che mi amava (1977) e Moonraker - Operazione spazio (1979).
Per via della sua imponente statura (217 centimetri), nei suoi film interpretò spesso la parte del cattivo o della guardia del corpo.

## Biografia
Affetto da acromegalia, esordì come attore nel 1960 in un episodio della serie Laramie, intitolato Street of Hate. Recitò in un pilota mai trasmesso in TV, in cui compariva Phantom, il supereroe di Lee Falk; Kiel vi interpretava un assassino chiamato "Big Mike", ingaggiato per uccidere l'eroe protagonista.
Il primo film in cui Kiel venne accreditato fu Il pianeta fantasma (1961), seguito dal B-movie Eegah (1962); egli collaborò anche come coautore, produttore e attore nel film per famiglie The Giant of Thunder Mountain. Interpretò inoltre Voltaire, il possente e letale assistente del dottor Miguelito Loveless, negli episodi della prima stagione della serie Selvaggio west. In seguito, nell'episodio The Night of the Simian Terror, ebbe il ruolo di Dimas, figlio reietto di una famiglia benestante, bandito a causa di difetti di nascita che avevano deformato il suo corpo e apparentemente colpito la sua mente. Questo episodio è significativo perché diede a Kiel una delle rare opportunità di recitare un ruolo da protagonista. L'attore fece anche un cameo in un episodio di The Rifleman (1961).
Tra il 1963 e il 1965 lavorò come insegnante di matematica in una scuola serale di Burbank, in California. 
Nel primo episodio di Organizzazione U.N.C.L.E., intitolato The Vulcan Affair, Kiel apparve come una guardia nello stabilimento di Vulcan; interpretò anche il ruolo di "Merry" in The Hong Kong Shilling Affair, trasmesso il 15 marzo 1965. Sempre nel 1965 venne inizialmente considerato per il ruolo di Lurch ne La famiglia Addams (si optò poi per Ted Cassidy). Assieme ad Arnold Schwarzenegger, nel 1977 Kiel fu la prima scelta per il ruolo di protagonista della serie TV L'incredibile Hulk: Schwarzenegger fu rifiutato a causa della sua altezza, mentre Kiel prese parte all'episodio pilota. Durante le riprese, i produttori decisero però che Hulk dovesse essere anche muscoloso e non solo gigantesco; Kiel fu quindi respinto perché non rientrava nei canoni desiderati e al suo posto venne scelto Lou Ferrigno.
Kiel divenne famoso in tutto il mondo per aver interpretato il personaggio di "Squalo" nei film di James Bond La spia che mi amava (1977) e Moonraker - Operazione spazio (1979). Successivamente tornò a interpretarlo nel 2004 per il videogioco Everything or Nothing, in cui diede la voce al personaggio.
Svolse nuovamente una parte da eroe protagonista nel film fantascientifico L'umanoide, diretto dal regista italiano Aldo Lado nel 1979.
Nel 1992 ebbe un incidente stradale che gli causò danni permanenti alla mobilità.
Morì per un attacco di cuore il 10 settembre 2014, tre giorni prima del suo settantacinquesimo compleanno, all'ospedale St. Agnes Medical Center di Fresno, in California, dov'era ricoverato da una settimana per una gamba rotta.

## Vita privata
Si sposò una prima volta nel 1969, per poi divorziare nel 1973. Da questo matrimonio non nacque prole. Kiel passò a nuove nozze nel 1974, con una donna molto più bassa (la statura di lei era pari infatti a 154 centimetri). La coppia ebbe quattro figli e rimase unita fino alla morte dell'attore.

## Filmografia parziale

Richard Kiel nel film L'umanoide (1979)

### Cinema
- Il pianeta fantasma (The Phantom Planet), regia di William Marshall (1961)
- Eegah, regia di Arch Hall Sr. (1962)
- House of the Damned, regia di Maury Dexter (1963)
- Le folli notti del dottor Jerryll (The Nutty Professor), regia di Jerry Lewis (1963) (non accreditato)
- 30 Minutes at Gunsight, regia di Russell Hayden (1963) - non accreditato
- Il cantante del luna park (Roustabout), regia di John Rich (1964) - non accreditato
- Agente spaziale K-1 (The Human Duplicators), regia di Hugo Grimaldi (1965)
- Quella sporca ultima meta (The Longest Yard), regia di Robert Aldrich (1974)
- Gimkana pazza (Flash and the Firecat), regia di Ferd Sebastian e Beverly Sebastian (1975)
- Uno strano campione di football (Gus), regia di Vincent McEveety (1976)
- Wagons-lits con omicidi (Silver Streak), regia di Arthur Hiller (1976)
- La spia che mi amava (The Spy Who Loved Me), regia di Lewis Gilbert (1977)
- Forza 10 da Navarone (Force 10 from Navarone), regia di Guy Hamilton (1978)
- L'umanoide, regia di Aldo Lado (1979)
- Moonraker - Operazione spazio (Moonraker), regia di Lewis Gilbert (1979)
- Jeans dagli occhi rosa (So Fine), regia di Andrew Bergman (1981)
- La corsa più pazza d'America n. 2 (Cannonball Run II), regia di Hal Needham (1984)
- Il cavaliere pallido (Pale Rider), regia di Clint Eastwood (1985)
- Un tipo imprevedibile (Happy Gilmore), regia di Dennis Dugan (1996)
- Rapunzel - L'intreccio della torre (Tangled), regia di Nathan Greno (2010) - voce

### Televisione
- La valle dell'oro (Klondike) – serie TV, episodio 1x09 (1960)
- Thriller – serie TV, episodio 1x23 (1961)
- Laramie – serie TV, episodio 2x23 (1961)
- Ai confini della realtà (The Twilight Zone) – serie TV, episodio 3x24 (1962)
- Lassie – serie TV, 3 episodi (1963-1966)
- Selvaggio west (The Wild Wild West) – serie TV, episodi 1x03-1x10-1x20 (1965-1966)
- Honey West – serie TV, episodio 1x18 (1966)
- Daniel Boone – serie TV, un episodio (1969)
- Barbary Coast – serie TV, 14 episodi (1975-1976)
- Starsky & Hutch – serie TV, episodio 1x18 (1976)
- Simon & Simon – serie TV, episodio 2x23 (1983)
- Superboy – serie TV, episodio 2x08 (1989)

## Doppiatori italiani
Nelle versioni in italiano delle opere in cui ha recitato, Richard Kiel è stato doppiato da:
- Vittorio Di Prima in Strega per amore
- Sergio Rossi in Quella sporca ultima meta
- Daniele Tedeschi in Moonraker - Operazione spazio
- Paolo Buglioni in Superboy

Da doppiatore è sostituito da:
- Alessandro Ballico in Rapunzel - L'intreccio della torre